# Žgombići
 Žgombići  (olaszul: Sgombo) falu Horvátországban Tengermellék-Hegyvidék megyében. Közigazgatásilag Malinska-Dubašnica községhez tartozik.

## Fekvése
Krk északnyugati részén Malinskától 1 km-re délkeletre fekszik. A szigetnek ezt a részét, ahova  Žgombići és a környező települések is tartoznak Dubašnicának hívják. A település első házai a Szent András-kápolnától 100 méterre délre épültek. A főút fejlődésével a település az út mentén, keleti irányban kezdett terjeszkedni. A tágabb területét szárazon rakott kőkerítéssel határolt mezőgazdasági telkek alkotják, amelyek még részben megmaradtak. A házak többnyire egy- és kétszintes házak, téglalap alaprajzúak, egyszerűen formázott homlokzatokkal, nyeregtetőkkel, különböző kivitelű és formájú kéményekkel.

## Története
Nevét egykori lakóiról a Žgombić családról kapta, akik ma is csak ezen a vidéken élnek az ország területén.
A sziget a 12. századtól a Frangepánok uralma alatt állt, majd 1480-tól közvetlenül Velencei Köztársasághoz tartozott. A napóleoni háborúk egyik következménye a 18. század végén a Velencei Köztársaság megszűnése volt. Napóleon bukása után Krk is osztrák kézre került, majd a 19. század folyamán osztrák uralom alatt állt. 1867-től 1918-ig az Osztrák-Magyar Monarchia része volt. A falunak 1857-ben 49, 1910-ben 64 lakosa volt. Az Osztrák–Magyar Monarchia bukását rövid olasz uralom követte, majd a település a Szerb–Horvát–Szlovén Királyság része lett. A második világháború idején előbb olasz, majd német csapatok szállták meg. A háborút követően újra Jugoszlávia, majd az önálló horvát állam része lett.  2011-ben 59 lakosa volt.

## Nevezetességei
Szent András apostol tiszteletére szentelt temploma a 15. században épült, a 18. században átépítették.

## Lakosság
| Lakosság változása | Lakosság változása | Lakosság változása | Lakosság változása | Lakosság változása | Lakosság változása | Lakosság változása | Lakosság változása | Lakosság változása | Lakosság változása | Lakosság változása | Lakosság változása | Lakosság változása | Lakosság változása | Lakosság változása | Lakosság változása |
| ------------------ | ------------------ | ------------------ | ------------------ | ------------------ | ------------------ | ------------------ | ------------------ | ------------------ | ------------------ | ------------------ | ------------------ | ------------------ | ------------------ | ------------------ | ------------------ |
| 1857               | 1869               | 1880               | 1890               | 1900               | 1910               | 1921               | 1931               | 1948               | 1953               | 1961               | 1971               | 1981               | 1991               | 2001               | 2011               |
| 49                 | 54                 | 57                 | 53                 | 55                 | 64                 | 76                 | 48                 | 46                 | 38                 | 25                 | 30                 | 25                 | 34                 | 59                 | 59                 |